# 趙珽 (崇禎進士)
趙珽（？—1642年），字秉珪，浙江慈谿縣（治今浙江鎮海西北）人。明末政治人物。

## 生平
崇禎元年（1628年）戊辰科進士。知福建南安縣、侯官縣，遷河間兵備僉事。崇禎十五年（1642年），清兵入關襲擾，迫近河間。趙珽與知府顏胤紹、同知姚汝明、知縣陳三接等堅守。破城身死。贈太僕卿。

## 外部鏈接
- 趙珽 （页面存档备份，存于）